# Kirche von Stånga
Die Kirche von Stånga ist eine gotisch-romanische Landkirche auf der schwedischen Insel Gotland. Sie gehört zur Kirchengemeinde (schwedisch församling) Stånga-Burs im Bistum Visby.

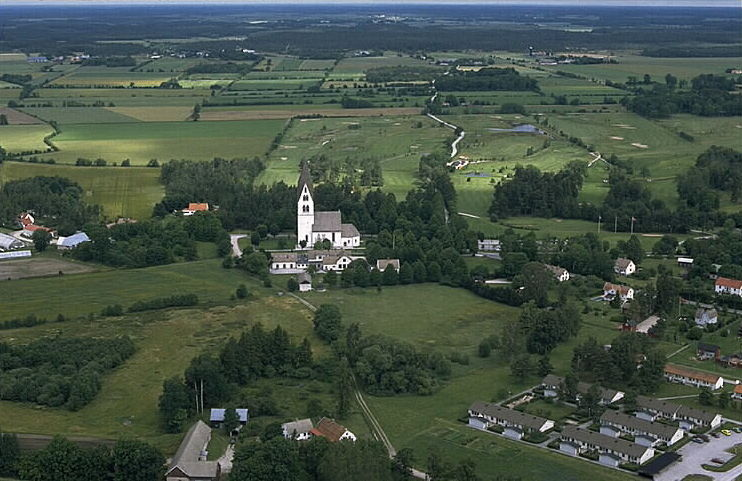
Kirche von Stånga, Luftbild

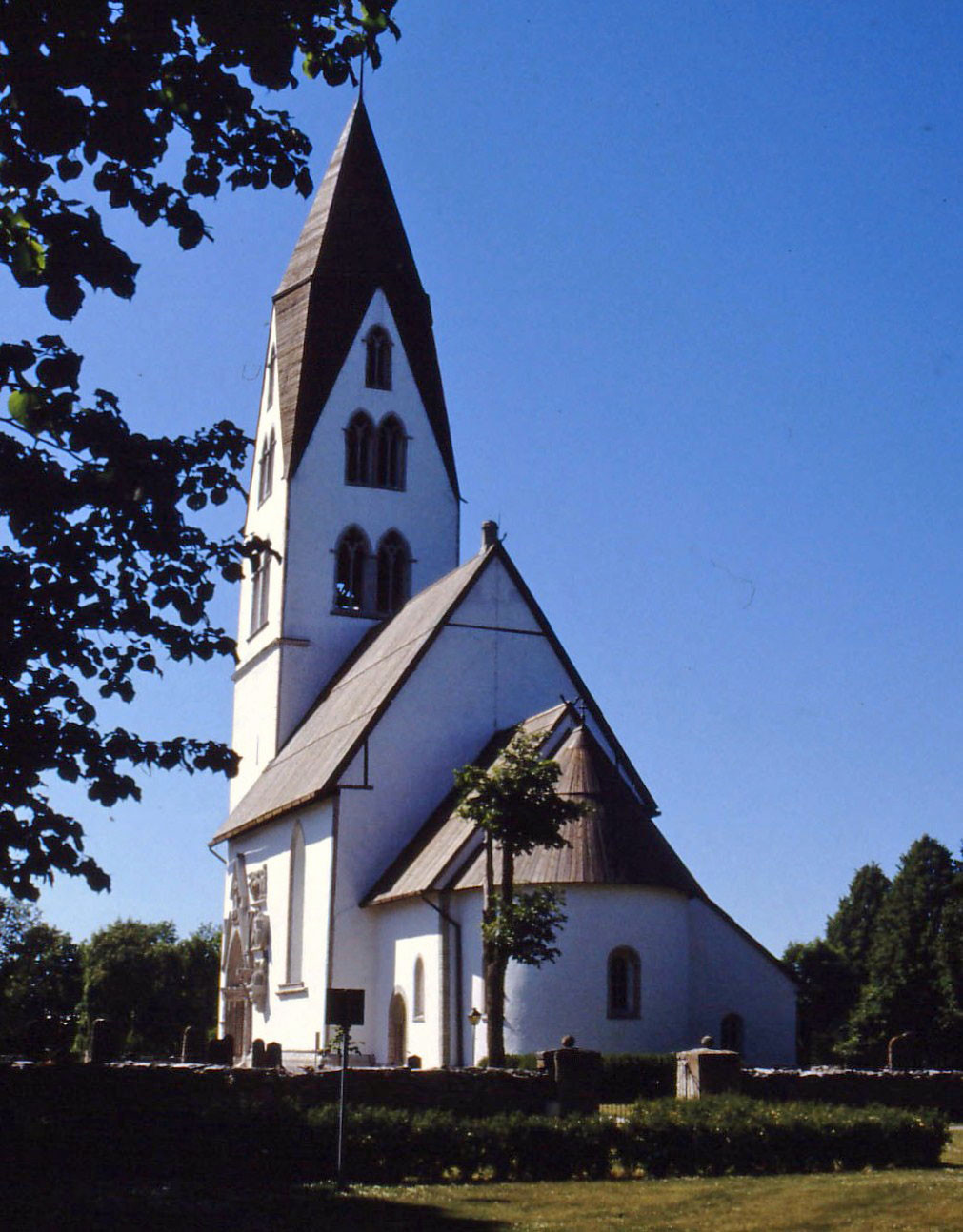
Kirche von Stånga

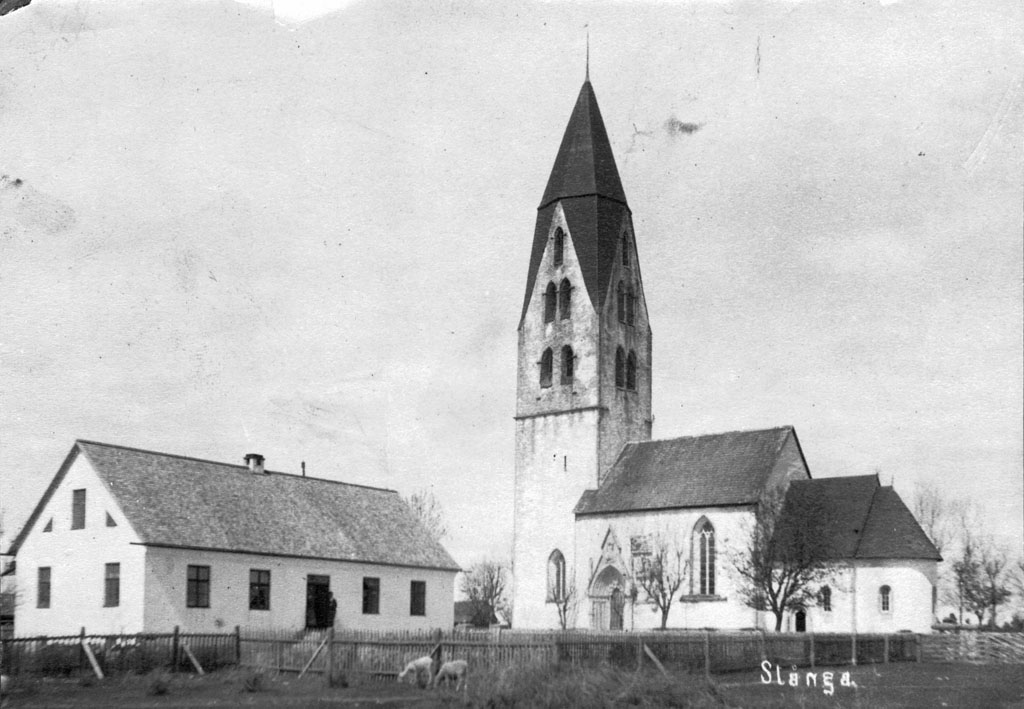
Kirche von Stånga, 1900

## Lage
Die Kirche liegt am westlichen Rand des Orts Stånga in der Nähe der Straße 144 von Hemse nach Ljugarn im Landesinnern von Gotland, 41 km südlich von Visby, 25 km südlich von  Roma, 8 km nordöstlich von Hemse und 15 km südwestlich von Ljugarn.

## Kirchengebäude
Die Kirche ist aus Kalkstein gebaut und besteht aus einem Langhaus, einem Kirchturm im Westen und einem schmaleren Apsischor im Osten mit einer Sakristei an der Nordseite des Chores. Das ungewöhnlich reichhaltig ausgeformte Langhausportal auf der Südseite ist von Egypticus geschaffen worden. Es gehört zu den bemerkenswertesten kirchlichen Monumenten auf Gotland. Ein romanisches Langhaus mit Kirchturm wurde in der Mitte des 14. Jahrhunderts durch das heutige Langhaus und den heutigen Turm ersetzt, ein Werk des anonymen Steinmetzmeistern Egypticus. Der untere Teil des Turmes stammt jedoch noch von der früheren Kirche. Romanische Grundmauern wurden bei der Restaurierung des Architekten Sven Brandell im Jahre 1929 angetroffen. Der Apsischor und die Sakristei aus dem 13. Jahrhundert konnte bei dem Umbau im 14. Jahrhundert stehenbleiben, wurden aber 1864 bis 1865 getreu dem ursprünglichen Vorbild neu gebaut. Die Kirche hat weißverputzte Außenwände mit Fenstereinfassungen aus Kalkstein. Das Langhaus wird durch ein steiles Satteldach gedeckt, ebenso der niedrigere Chor. Die Apsis hat ein konusförmiges Dach und die Sakristei hat ein Pultdach. Der hohe Turm wird von einer achteckigen Spitze gekrönt und hat spitzbogige, mit Säulen versehene Schallöffnungen in drei Ebenen und spitze Giebel in allen vier Himmelsrichtungen. Der Apsischor hat rund überwölbte Fensteröffnungen, während der einzige Lichteintrag in das Langhaus von einem großen spitzbogigen Fenster mit Maßwerk im Süden ausgeht. Das Chorportal und das Westportal des Turmes sind rund überwölbt. Das Langhausportal aus der Mitte des 14. Jahrhunderts lässt deutlich die Handschrift der Werkstatt des Egypticus erkennen, ebenso die östlich vom Portal eingemauerten Reliefe, die wahrscheinlich ursprünglich für einen anderen Ort vorgesehen waren. Von innen ist das Langhaus mit vier Kreuzgewölben überdeckt, die auf einer Zentralsäule ruhen. Der Turmbogen und der weitere Triumphbogen sind beide spitzbögig. Der Turmraum und der Chor sind jeweils durch ein Kreuzgewölbe überdeckt. Ein rund überwölbter Tribunbogen führt in die durch ein Helmgewölbe überdeckte Apsis. Die Wände und die Gewölbe sind weiß verputzt, außer den Bögen und den Umfassungen, wo man den Kalkstein direkt sieht. Bei der Restaurierung durch den Architekten Olle Karth nahm man im Turmraum ein kleineres Malereifragment hervor, das wahrscheinlich aus dem 15. Jahrhundert stammt.

## Ausstattung
- Der Taufstein ist im 12. Jahrhundert von Hegwald gehauen. Die Figuren auf der Taufschale zeigen die Verkündigung, Christi Geburt, das Geschenk des Herodes an Salome, die Anbetung Jesu durch die Könige und ein Mann, der seine Knie beugt.
- Das Triumphkreuz kommt ungefähr von 1250 und ist vom Hejnumsmeister aus Eichenholz geschnitzt worden.
- Der Altar ist von 1690 und hat ein mittelalterliches Prozessionskreuz.
- Die Kanzel ist von 1723.
- Die Orgel wurde 1970 von Grönvalls orgelbyggeri aus Lilla Edet gebaut.  Der Orgelprospekt ist von einer früheren Orgel, die 1871 von Åkerman & Lund Orgelbyggeri eingebaut worden war.

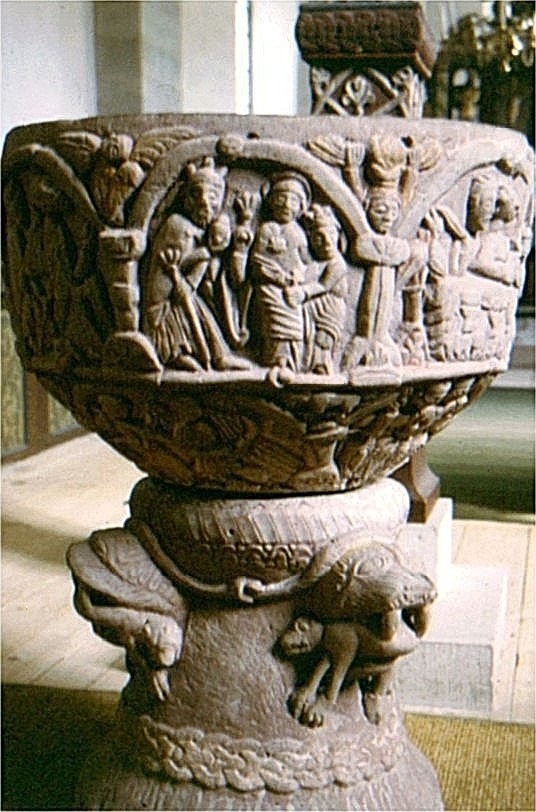
Taufstein
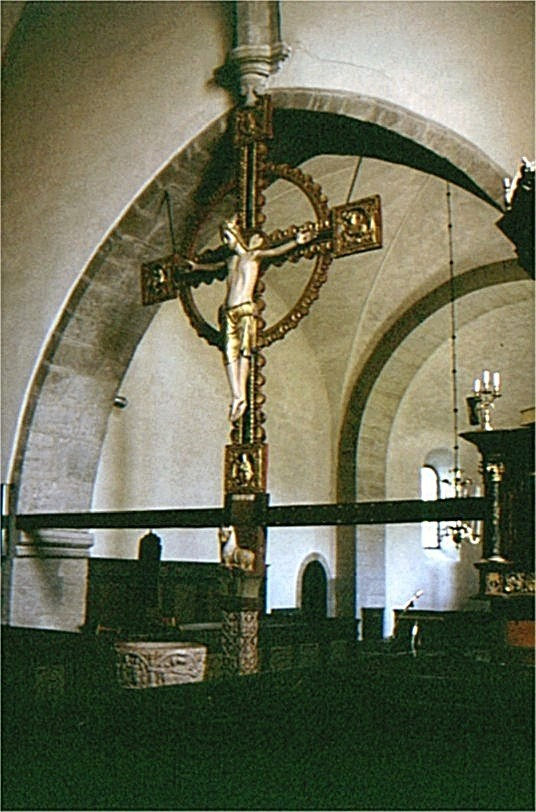
Triumphkreuz
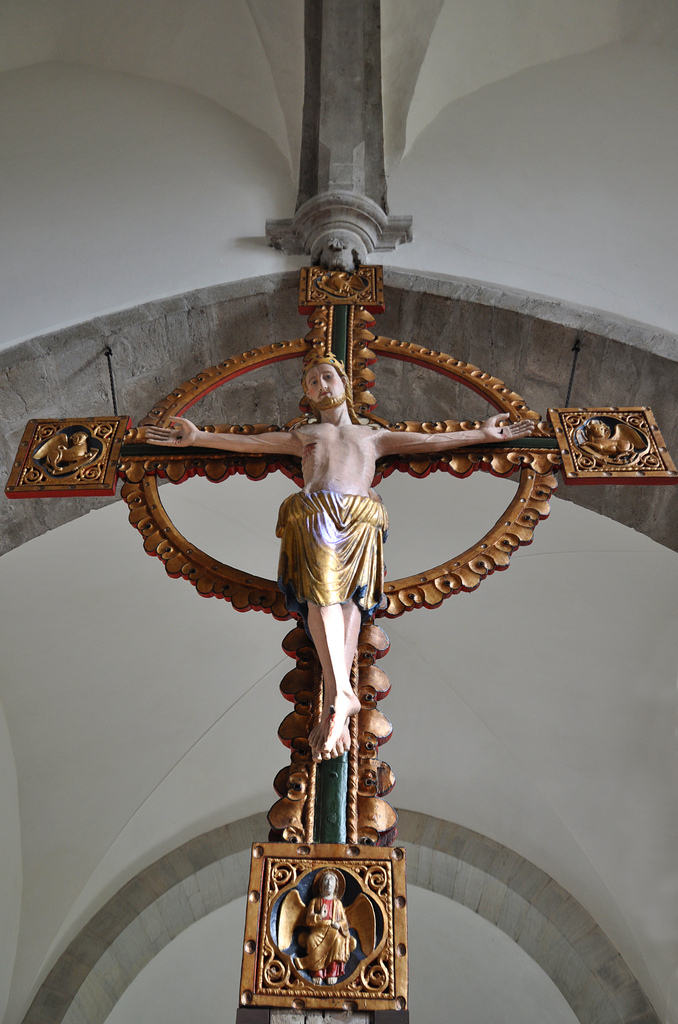
Triumphkreuz
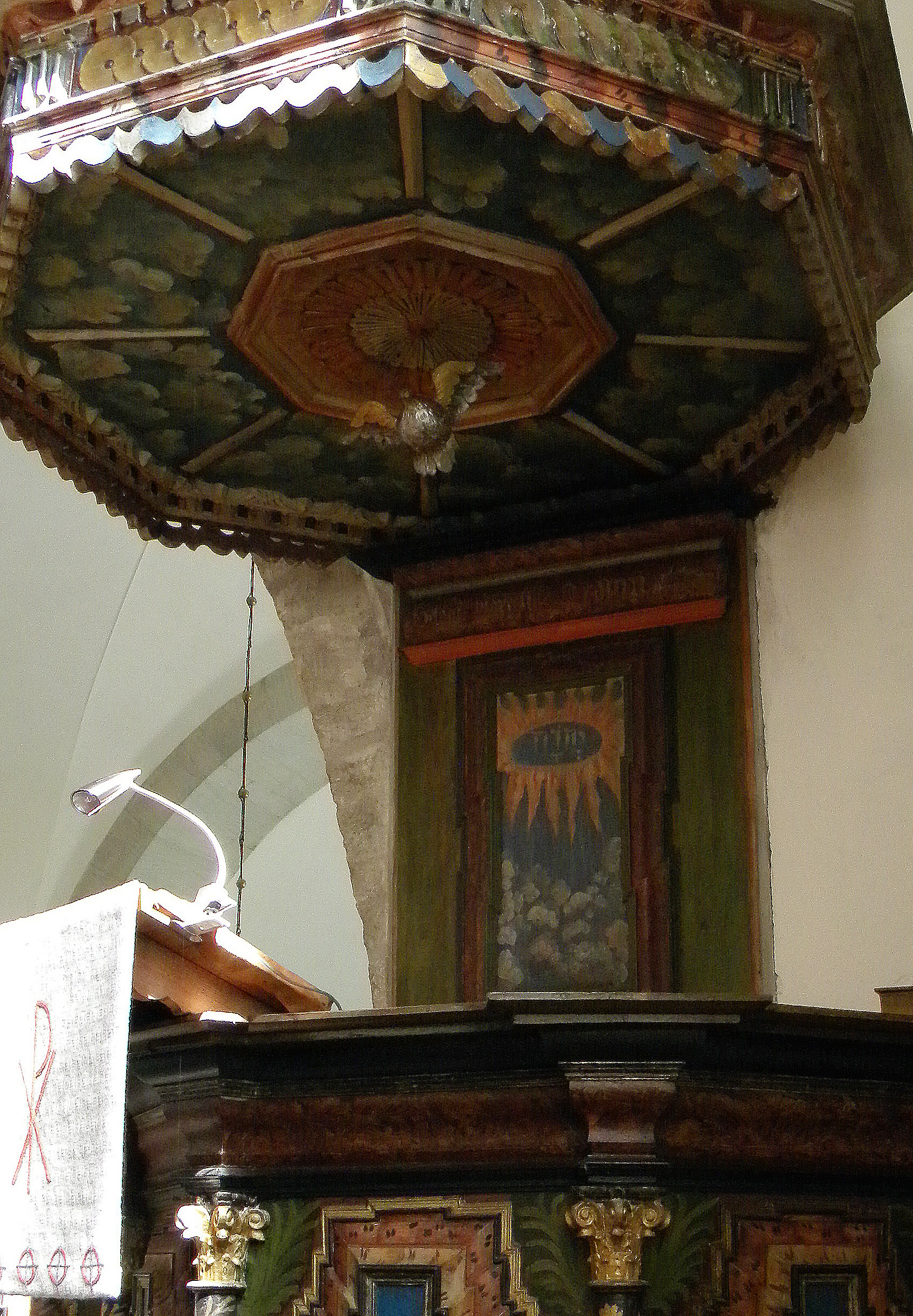
Kanzel
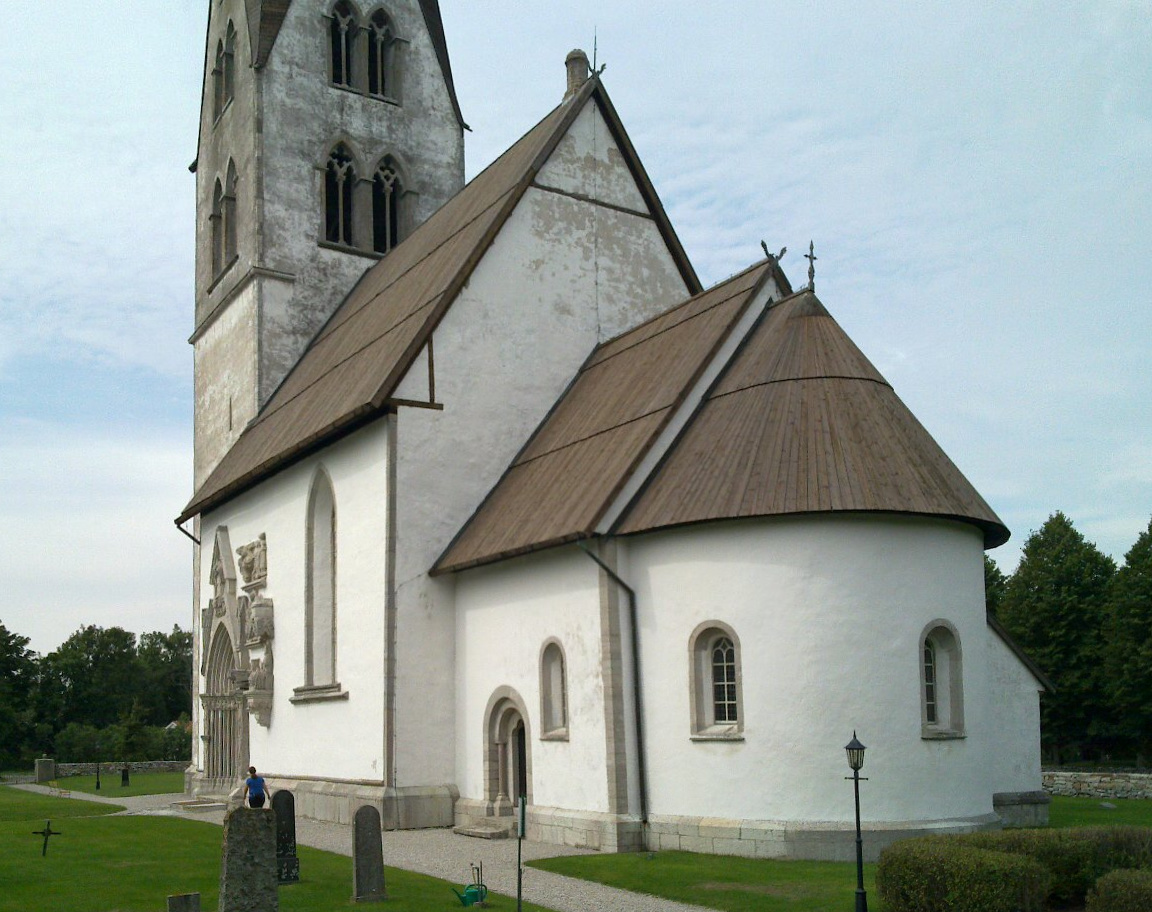
Chor